# Ryuhei Niwa
Ryuhei Niwa (født 13. januar 1986) er en japansk fodboldspiller, som spiller for den japanske fodboldklub SC Sagamihara.